# 2792 Пономарьов
2792 Пономарьов (2792 Ponomarev) — астероїд головного поясу, відкритий 13 березня 1977 року.
Тіссеранів параметр щодо Юпітера — 3,580.